# Martin Havel
Martin Havel (* 21. března 1966 Karlovy Vary) je český politik, právník a manažer, od března 2015 do listopadu 2016 hejtman Karlovarského kraje, předtím v letech 2008 až 2015 první náměstek a řadový náměstek hejtmana, v letech 2014 a 2015 zastupitel města Karlovy Vary, bývalý člen ČSSD.

## Život
Vystudoval dvě vysoké školy – právo na Fakultě právnické Západočeské univerzity v Plzni a ekonomii na Vysoké škole Karlovy Vary. Pracoval na různých funkcích na Celním úřadu v Karlových Varech, své působení zakončoval v roce 2002 ve funkci ředitele této instituce. V letech 2002 až 2004 byl tajemníkem Magistrátu města Karlovy Vary, následně mezi roky 2004 a 2008 řídil karlovarskou pobočku ČSOB.
V letech 2005 až 2007 byl společníkem ve firmě Ekonomické a právní poradenství (majetková účast 25 %). Vzhledem k politickým funkcím byl či je členem statutárních orgánů několika městských a krajských institucí, např.: předseda správní rady obecně prospěšné společnosti "Hvězdárna a radioklub lázeňského města Karlovy Vary" (2003–2010), člen správní rady Nadace Film-Festival Karlovy Vary (2008–2009), předseda dozorčí rady Karlovarské krajské nemocnice (od 2009), člen představenstva akciové společnosti Klimentovská (2009–2011) či člen dozorčí rady společnosti Letiště Karlovy Vary (od 2009).
Martin Havel je ženatý, má jednu dceru a jednoho syna. Žije v karlovarské městské části Drahovice.

## Politické působení
Od roku 2004 je členem ČSSD, v níž zastává pozici místopředsedy ČSSD v Karlovarském kraji a post člena Ústředního výkonného výboru ČSSD.
V komunálních volbách v roce 2006 kandidoval za ČSSD do Zastupitelstva města Karlovy Vary, ale neuspěl. Podařilo se mu to až ve volbách v roce 2014, kdy byl původně na kandidátce na 9. místě, ale vlivem preferenčních hlasů skončil na 4. místě (strana přitom ve městě získala 5 mandátů). V březnu 2015 se po zvolení hejtmanem Karlovarského kraje mandátu vzdal.
V krajských volbách v roce 2008 byl za ČSSD zvolen do Zastupitelstva Karlovarského kraje a v listopadu 2008 se stal 1. náměstkem hejtmana pro oblast ekonomiky, legislativy a informatiky. Působil také jako člen předsednictva Rady hospodářské a sociální dohody Karlovarského kraje, člen Bezpečnostní rady Karlovarského kraje a člen Výboru Regionální rady regionu soudržnosti Severozápad. V krajských volbách v roce 2012 mandát zastupitele obhájil a v listopadu 2012 se stal náměstkem hejtmana pro oblast investic a grantových schémat, projektového řízení a informatiky a legislativy.
Po rezignaci Josefa Novotného na post hejtmana Karlovarského kraje na konci ledna 2015 se ČSSD a KSČM nedokázaly dohodnout na jeho nástupci, ale ani na přechodném způsobu, jak kraj vést. Koalice se tedy rozpadla a Martin Havel v polovině února 2015 rezignoval na post náměstka hejtmana. Po složitých jednáních vznikla nová koalice ČSSD, ODS, HNHRM a TOP 09 a Starostů pro Karlovarský kraj (koalici podporuje i strana ALTERNATIVA) a právě Martin Havel byl nakonec dne 9. března 2015 zvolen hejtmanem Karlovarského kraje, získal 32 z 37 platných hlasů. V krajských volbách v roce 2016 byl lídrem kandidátky ČSSD v Karlovarském kraji a mandát zastupitele obhájil. ČSSD se však nepodařilo uzavřít krajskou koalici, a tak jej dne 22. listopadu 2016 vystřídala v křesle hejtmana Jana Mračková Vildumetzová. Ve volbách v roce 2020 již nekandidoval.
Ve volbách do Poslanecké sněmovny PČR v roce 2010 kandidoval za ČSSD v Karlovarském kraji, ale neuspěl.